# Rusnė

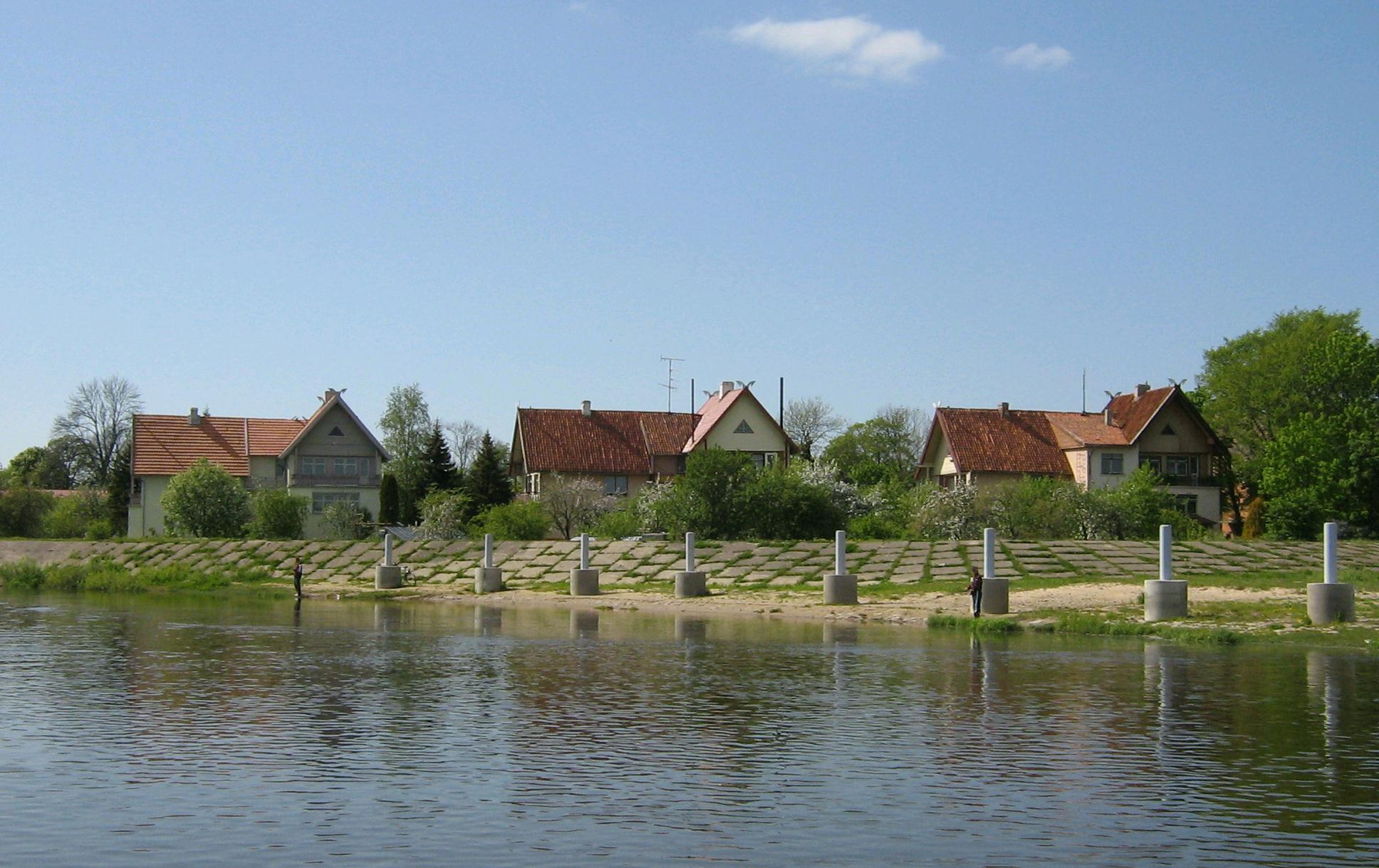
Rusnė an der Memel

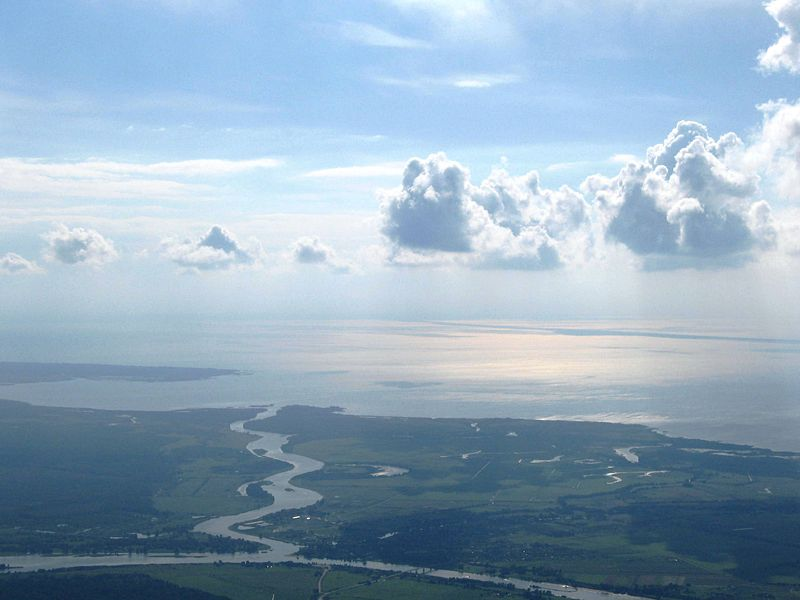
Blick von Norden auf Russ und die Mündungsarme des gleichnamigen Flusses (links): In der Bildmitte die Skirwieth (heute die Grenze zwischen Litauen und Russland), rechts vorne die Atmath, im Hintergrund das Kurische Haff

Rusnė (deutsch Ruß) ist ein Städtchen (miestelis) im Westen Litauens im Bezirk Klaipėda. Der Ort ist Sitz eines Amtsbezirks in der Rajongemeinde Šilutė.

## Name
Der Name leitet sich möglicherweise vom skandinavischen Stamm der Rus her.
Im Dialekt der an der Memel siedelnden baltischen Schalauer bedeutet der Name Ort, der umflossen ist.

## Geografie
Der Ort liegt am Anfangspunkt des Memeldeltas bzw. der durch die dortige Verzweigung der Memel gebildeten Insel, auf deren Gebiet sich der Regionalpark „Nemuno Deltos“ (Memel-Delta) erstreckt. Über den nördlichsten Mündungsarm und Hauptschifffahrtsweg Atmata (Atmath) ist er etwa 12 Kilometer vom Kurischen Haff entfernt. Unmittelbar südöstlich von Rusnė, entlang des südlichsten Arms, verläuft die Grenze zur russischen Oblast Kaliningrad, wo die Elchniederung beginnt. Nordöstlich befindet sich die Stadt Šilutė (Heydekrug).

## Geschichte
Im Ort Ruß im Memeldelta fanden schon die Wikinger einen sicheren Hafen, von dem aus sie über die Flusswege weiter nach Osten vordrangen.
Die Ortschaft lag im Stammesgebiet der baltischen Schalauer.
1365 wird der Ort erstmals schriftlich erwähnt.
Seit etwa 1419 bestand das Kirchspiel Ruß. Mit dem Friedensvertrag von 1422, der die Grenze zwischen dem Gebiet des Deutschen Ordens und Litauen festlegte, kam der Ort endgültig zum Ordensland. Da die Litauer jedoch immer wieder in die Grenzgebiete einfielen, blieb das Gebiet lange Zeit in der Besiedlung zurück. Für 1448 wird allerdings das Vorhandensein eines Kruges in Ruß erwähnt. Nach der Säkularisation des Ordens wurde 1525 das Amt Ruß als Verwaltungsbereich eingerichtet, es unterstand dem Hauptamt Insterburg.
1750 hatte das Amt Ruß 4254 Einwohner. Nach dem Überwinden der Leiden durch den Siebenjährigen Krieg (1756 bis 1763) und durch die Epidemien des 18. Jahrhunderts begann sich Ruß vor allem bedingt durch den aufstrebenden Holzhandel auf der Memel positiv zu entwickeln. Besonders zugezogene Juden übten diesen Handel aus, und nachdem 1880 bereits 133 Juden in Ruß wohnten, gehörte der Ort zu den größten jüdischen Siedlungen der Region.
Am Ende des 19. Jahrhunderts waren in Ruß, das seit 1818 zum preußischen Kreis Heydekrug gehörte, sechs dampfbetriebene Schneidemühlen vorhanden, daneben wurde Lachsfischerei und Schifffahrt betrieben. 1885 hatte der Ort 2078 zumeist evangelische Einwohner. Sie waren zum Teil wohlhabend, und so war es möglich, dass ein eigenes Schulhaus auf der Spitze der Insel erbaut werden konnte, das nicht nur einer Volksschule, sondern auch einer Mittelschule Platz bot.
1910 war die Zahl der Einwohner leicht auf 1826 zurückgegangen. Mit dem Versailler Vertrag von 1919 kam Ruß in das so genannte Memelgebiet, das zunächst von den Franzosen verwaltet wurde. Im Januar 1923 besetzten litauische Freischärler das Gebiet, und im darauffolgenden Jahr überließ der Völkerbund das Memelland Litauen als autonomes Gebiet. Noch vor dem Ausbruch des Zweiten Weltkrieges wurde Litauen im März 1939 von Deutschland in einem Ultimatum gezwungen, das Memelland an Deutschland zurückzugeben. Am 28. Oktober 1944 wurde Ruß mit dem gesamten Kreisgebiet von der Roten Armee besetzt. In den Rückzugsgefechten sprengten deutsche Truppen die Brücke über die Atmath; diese wies hohe, turmartige Träger und große Rundbögen auf. 1990 waren nur noch die Zufahrt sowie ein Fundament am Ufer zu erkennen. Einige hundert Meter weiter nördlich wurde zu Zeiten der Sowjetunion eine neue Brücke errichtet, nachdem bis in die späten 1960er Jahre eine Fähre über den hier 225 Meter breiten Memelarm im Einsatz war. Von 1948 bis 1990 gehörte der Ort zur Litauischen Sozialistischen Sowjetrepublik, UdSSR. 1988 war Rusnė ein Fischereihafen mit einer Schiffsreparaturfirma. Der Hafen Rusnė  auf dem Pakalnė-Fluss wurde 2014 aus EU-Mitteln rekonstruiert.

## Religionen

### Christen
Siehe dazu den Hauptartikel → Evangelisch-lutherische Kirche Rusnė

#### Kirchengebäude

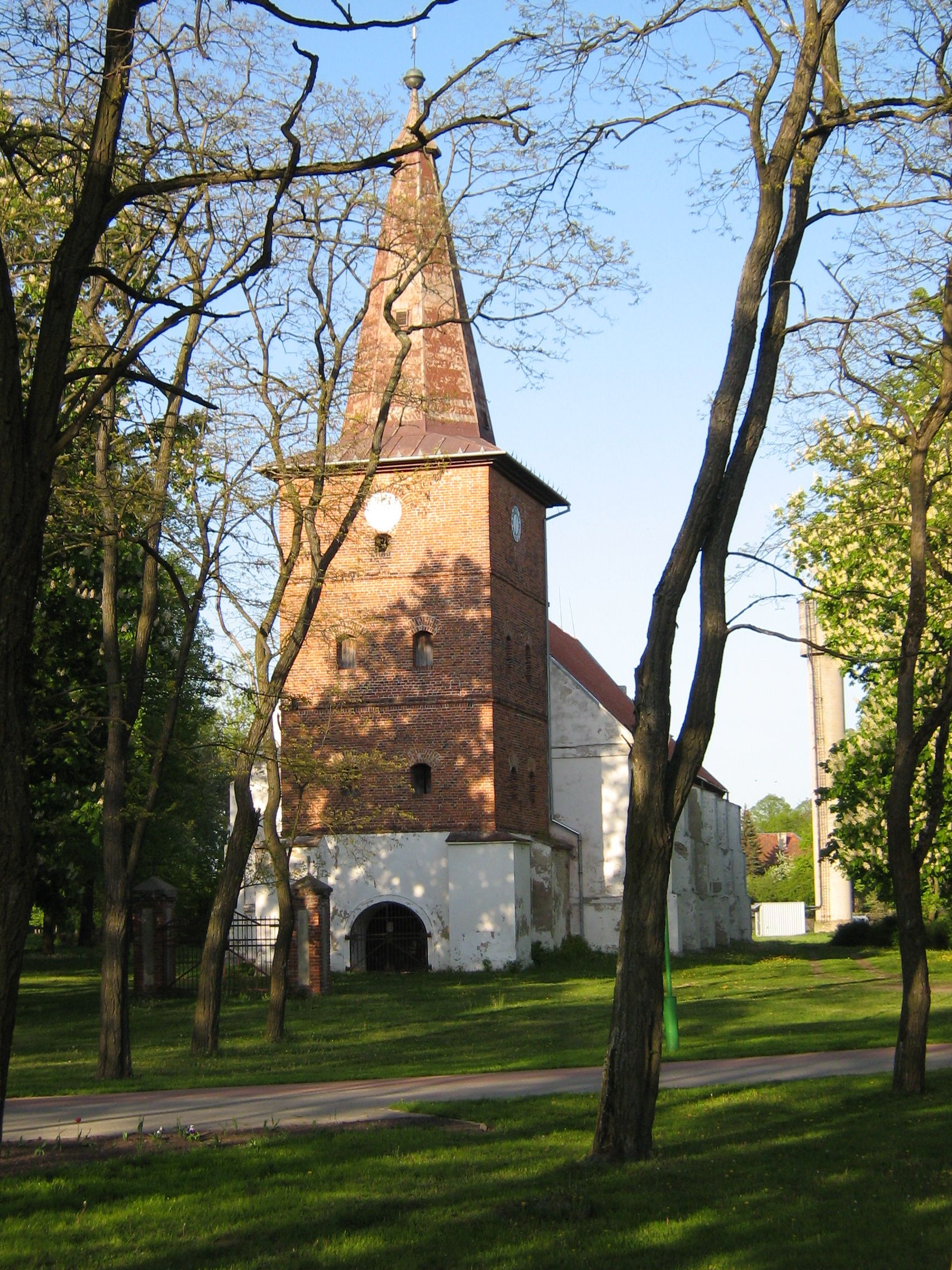
Die ehemalige evangelische Pfarrkirche Ruß und heutige evangelisch-lutherische Gemeindekirche Rusnė im Jahre 2007

Im einstigen Ruß stand die älteste Kirche des Memellandes. Im Jahre 1419 wurde sie als erste Kirche im Ort errichtet. Nach ihrer Vernichtung durch einen verheerenden Brand im Jahre 1774 erfolgte 1809 der Neubau eines Gotteshauses – in Feldstein- und Ziegelmauerwerk mit einem massiven Turm, der auf Resten der ersten Kirche errichtet wurde. Das Innere der Kirche prägte der Kanzelaltar. Die weit hereinragende Orgelempore ließ den Raum dunkel erscheinen.
Den Zweiten Weltkrieg hat die Kirche nahezu unbeschadet überstanden und wurde sogar nach 1945 noch für gottesdienstliche Zwecke genutzt, bis die staatlichen Behörden ihre Schließung anordneten. Das Kirchenschiff übergab man der alten und dann weiter betriebenen Taubstummenanstalt als Turnhalle.
In den frühen 1990er-Jahren wurde die Kirche rückübereignet. Sie gehört jetzt der Ortsgemeinde, die sie – nach aufwändigen Reparaturarbeiten, bei denen man sich am historischen Vorbild orientierte – am 21. August 1994 wieder einweihte.

#### Kirchengemeinde

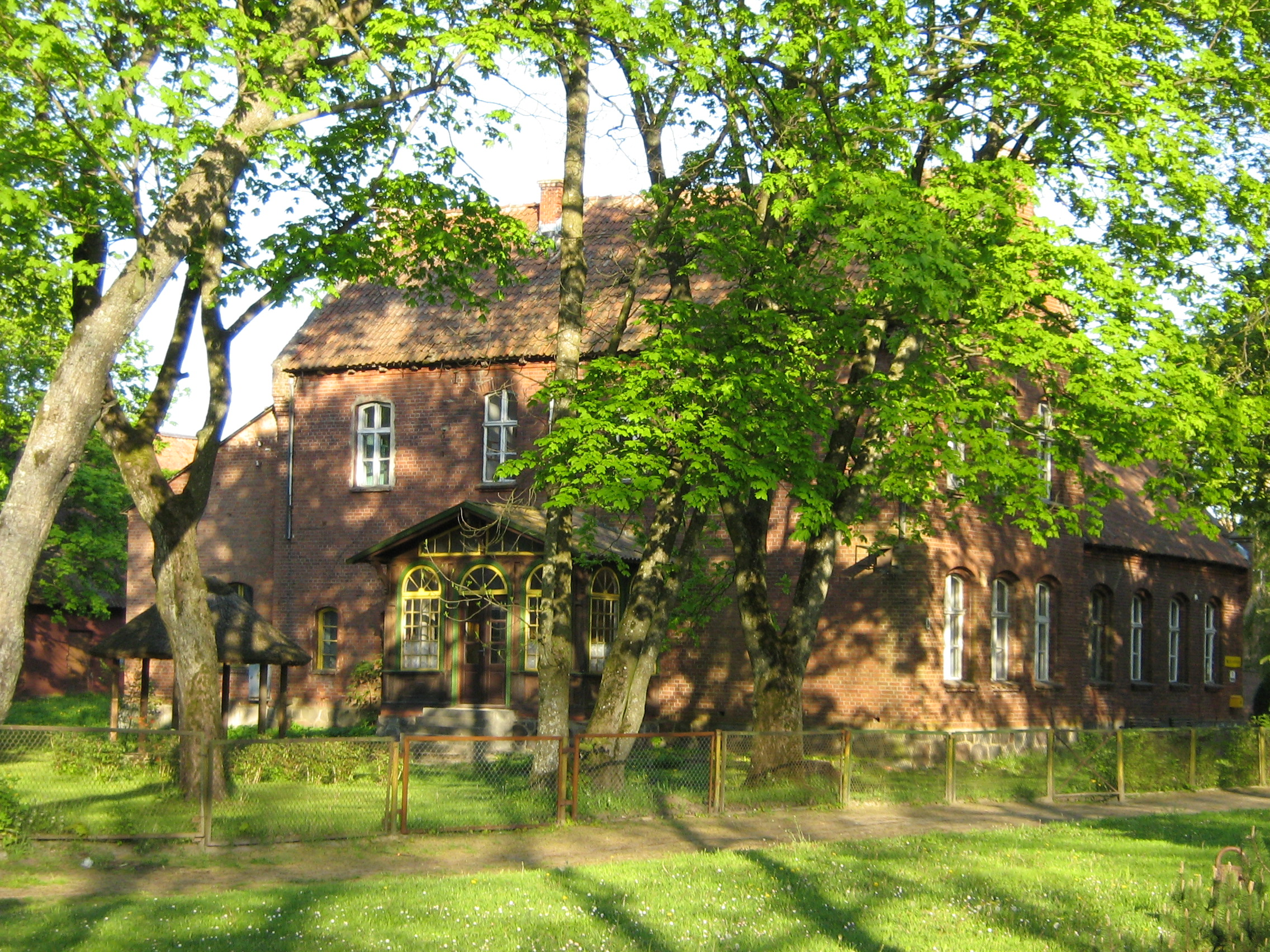
Das ehemalige evangelische Pfarrhaus in Ruß

Die Gründungszeit eines Kirchspiels in Ruß liegt um 1419. Mit der Einführung der Reformation waren hier ab 1541 lutherische Geistliche tätig. Gehörte die Pfarrei zunächst zur Inspektion Memel, so war sie dann bis 1945 dem Kirchenkreis Heydekrug in der Kirchenprovinz Ostpreußen (von 1920 bis 1939 im Landessynodalverband Memelland) der Kirche der Altpreußischen Union zugeordnet.
In den 1990er-Jahren entstand in dem inzwischen litauischen Städtchen Rusnė eine neue evangelisch-lutherische Gemeinde, der auch die bis dahin nicht mehr für gottesdienstliche Zwecke genutzte Kirche übereignet wurde. Sie gehört zur Evangelisch-lutherischen Kirche in Litauen.

### Juden

#### Synagogengebäude
Im Jahre 1857 wurden in Ruß eine Synagoge und ein Ritualbad gebaut. Bereits 1837 hatte man einen Friedhof angelegt, der jedoch wegen regelmäßiger Überschwemmungen 1844 aufgegeben und in Heydekrug neu angelegt wurde.

#### Synagogengemeinde
Die ersten Juden, die sich im Kreis Heydekrug ansiedelten, taten es nicht in der Kreisstadt, sondern in Ruß. Die meisten von ihnen waren erfolgreiche Holzhändler. Im Jahre 1855 wohnten in Ruß 33, im Jahre 1880 bereits 133 Juden. Am 1. Januar 1863 gründeten sie in Ruß ihre eigene Synagogengemeinde.
Nach dem Ersten Weltkrieg wuchs die Judengemeinde nicht mehr. Im Jahre 1920 sollen hier nur noch 17 Familien gewohnt haben. Anfang 1939 verließen sie mit ihren Glaubensgenossen in anderen Orten des Memellandes massenhaft die Region, nachdem die NSDAP die Wahlen in das Landesdirektorium gewonnen hatte. Man vermutet, dass viele von ihnen nach dem deutschen Einmarsch im Sommer 1941 bei Massenerschießungen umgebracht wurden.

## Wirtschaft
Wegen seiner naturbelassenen Umgebung und seinem weitgehend erhaltenen landestypischen Ortsbild wird Rusnė zunehmend zu einem Anziehungspunkt für den Tourismus in Litauen. Der Ökotourismus hat hier eine große Popularität, da man besonders zu Zeiten des Vogelzuges etliche seltene Vogelarten beobachten kann. Außerdem ist Rusnė ein beliebter Ort zum Angeln. Weiterhin bestehen Fährverbindungen über das Haff auf die Kurische Nehrung.

## Persönlichkeiten

### Söhne und Töchter
- Heinrich Ancker (1850–1900), Reichstagsabgeordneter
- Gerhard Gregor (1906–1981), Organist und Pianist
- Rudolf Jenett (1914–1998), Major der Luftwaffe im Zweiten Weltkrieg und Generalmajor der Bundeswehr
- Hermann Kallenbach (1871–1945), Architekt
- Charlotte Keyser (1890–1966), Lehrerin in Tilsit, Heimatschriftstellerin

### Andere
- Arthur Kittel, Landarzt in Ruß von 1869 bis 1906

## Amtsbezirk Rusnė

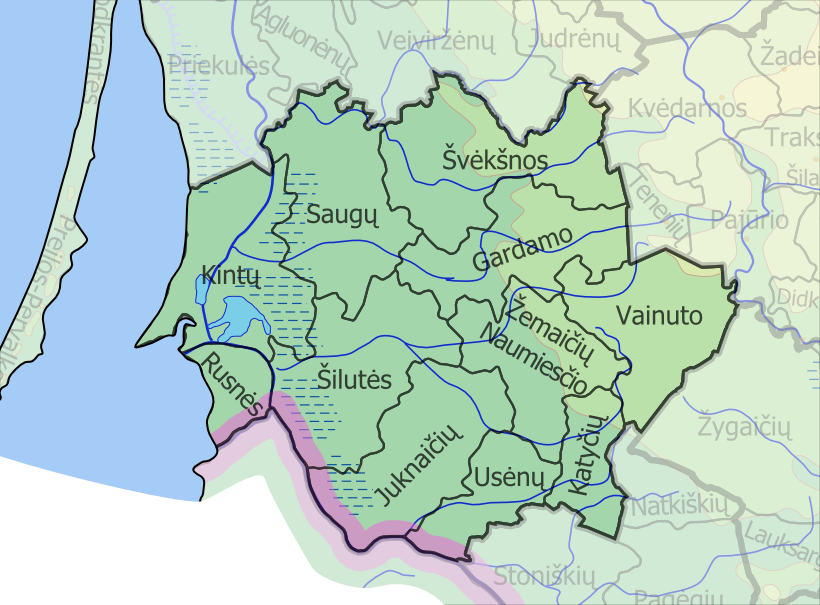
Die Lage des Amtsbezirks Rusnė im Westen der Rajongemeinde Šilutė

Seit 1995 besteht die Rusnės seniūnija, die zur Rajongemeinde Šilutė gehört. Im Amtsbezirk sind neben dem Städtchen Rusnė vier Dörfer mit insgesamt 1524 Einwohnern auf einer Fläche von 56,0 km² zusammengeschlossen (Stand 2011). Der Amtsbezirk ist seit 2009 in die drei Unterbezirke (lit. Seniūnaitija) Pakalnės seniūnaitija, Rusnės seniūnaitija und Šyškrantės seniūnaitija eingeteilt. Zum Amtsbezirk gehören:
| Ortsname    | deutscher Name | Unterbezirk |
| ----------- | -------------- | ----------- |
| Pakalnė     | Pokallna       | Pakalnė     |
| Rusnė       | Ruß            | Rusnė       |
| Šyškrantė   | Schießkrandt   | Šyškrantė   |
| Uostadvaris | Kuwertshof     | Šyškrantė   |
| Vorusnė     | Warruß         | Pakalnė     |